# Edgardo Mercado Jarrín
Luis Edgardo Mercado Jarrín (Lima, 19 de septiembre de 1919-Lima, 18 de junio de 2012) fue un militar, diplomático y político peruano. Durante el gobierno revolucionario de Juan Velasco Alvarado fue Ministro de Relaciones Exteriores (1968 - 1971) y presidente del Consejo de Ministros (1973 - 1975).

## Biografía
Fue hijo de Alejandro Mercado y de Florinda Jarrín. Hizo sus estudios primarios y secundarios en el Colegio Nacional de Tacna entre 1925 y 1935.
Atraído por la carrera militar, se alistó como soldado en marzo de 1936, por no tener aún la edad requerida para ingresar a la Escuela Militar de Chorrillos (en ese entonces ubicado en el local Los Cabitos, actual Escuela Superior de Guerra). Inscrito en la misma al año siguiente, egresó como Alférez de artillería el 1 de febrero de 1940; fue ascendido a teniente en 1943 y se desempeñó como instructor de cadetes de la Escuela Militar de Chorrillos. 
Capitán en 1946, fue edecán del presidente José Luis Bustamante y Rivero entre los años 1946 a 1948, y luego instructor de la Escuela de Artillería del Ejército Peruano. Sucesivamente ascendió a mayor en 1951, teniente coronel en 1955 y coronel en 1960. Prestó servicios como subdirector de la Escuela de Artillería, profesor de táctica general y jefe del departamento de investigación y desarrollo de la Escuela Superior de Guerra, jefe del grupo de Artillería Mariscal La Mar N° 6, ejecutivo de la Dirección de Inteligencia y jefe de Estado Mayor de la Primera División Ligera. Siguió el ciclo del Centro de Altos Estudios Militares (CAEM) en 1963, donde fue luego profesor de Estrategia Nacional y fundador del curso de Estrategia Militar.
Ascendido a general de Brigada en 1966, fue director de Inteligencia de la Escuela Mayor del Ejército, comandante general del Centro de Instrucción Militar del Perú (el cual agrupaba a la EMCH, ESGE, ETE y escuelas de armas y servicios) y profesor de Inteligencia y de Estrategia Nacional en la Escuela de Investigaciones y el curso de alto mando de la Fuerza Aérea, respectivamente.
Sus restos fueron velados en el hall del Cuartel General del Ejército y reposan en el Camposanto Jardines de la Paz, en el distrito limeño de La Molina.

## Gobierno militar de Velasco
Al instaurarse el autodenominado Gobierno Revolucionario de la Fuerza Armada el 3 de octubre de 1968, asumió el Ministerio de Relaciones Exteriores, cargo que ocupó hasta el 31 de diciembre de 1971, y al frente del cual desarrolló una enérgica política internacional caracterizada por el establecimiento de relaciones con casi todos los países del bloque socialista, incluyendo Cuba y China. La posición política del gobierno peruano dio un giro, distanciándose de la esfera de influencia de los Estados Unidos. Se continuó además la política de integración de los países andinos iniciada por el gobierno de Fernando Belaúnde Terry; en mayo de 1969 Bolivia, Colombia, Chile, Ecuador y Perú firmaron en la ciudad de Cartagena un acuerdo de integración subregional, llamado Pacto Andino o Acuerdo de Cartagena (Venezuela integró este grupo desde 1973 y Chile se retiró en 1976). Asimismo, el Perú fue anfitrión de la reunión del Grupo de los 77 del Movimiento No Alineado (o tercermundista), realizada en Lima en octubre de 1971, ubicándose en una posición de liderazgo a nivel latinoamericano y del Tercer Mundo.

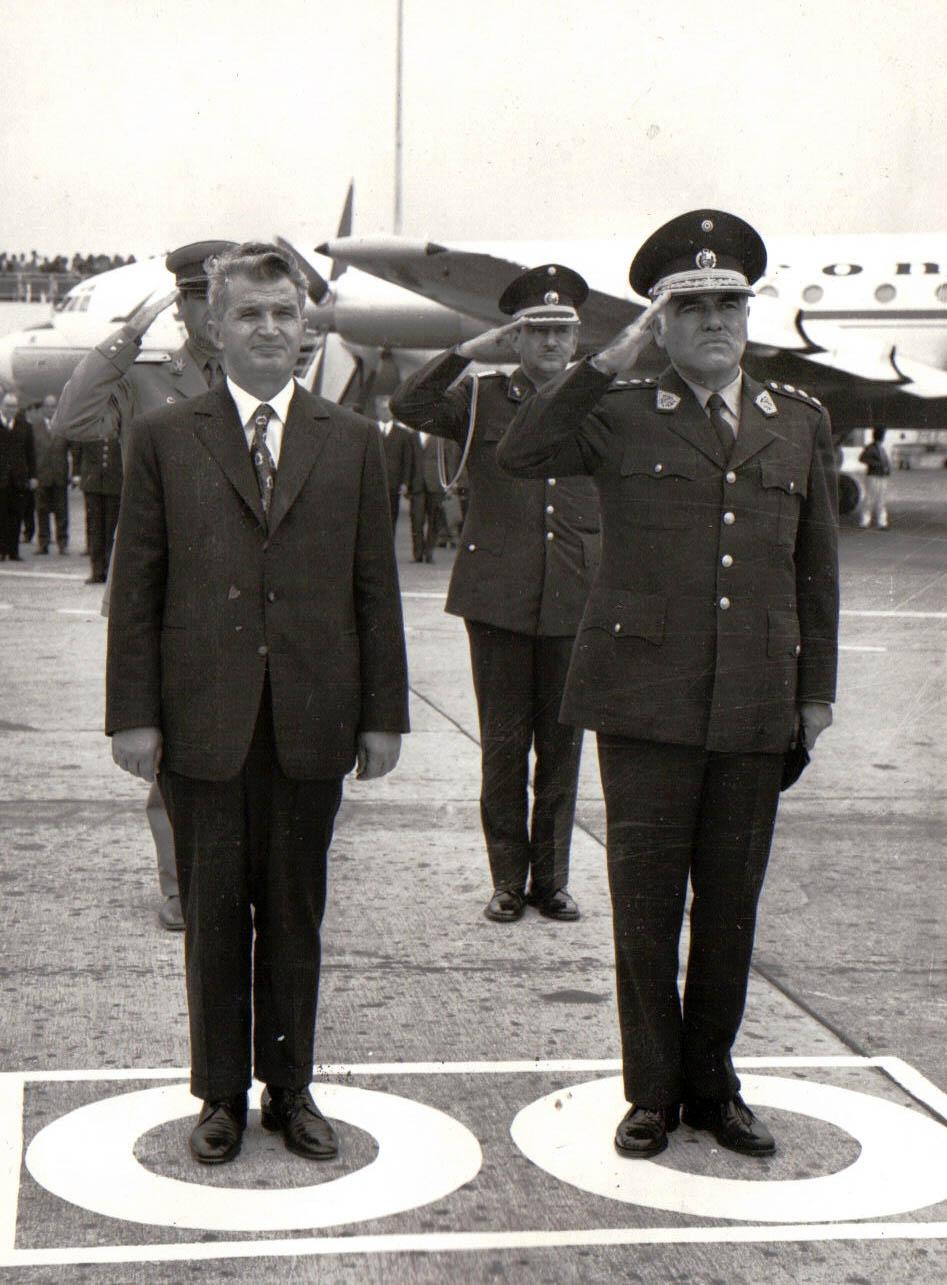
El general Edgardo Mercado Jarrín, Presidente del Consejo de Ministros del Perú, recibe oficialmente al presidente de Rumania Nicolae Ceauşescu. Aeropuerto de Lima, septiembre de 1973.

Mercado Jarrín pasó la posta de la cancillería al general Miguel Ángel de la Flor y el 1 de febrero de 1972 fue nombrado comandante general del Ejército. Del 31 de enero de 1973 al 1 de febrero de 1975 ejerció el Ministerio de Guerra y la presidencia del Consejo de Ministros, siendo en ese momento el segundo hombre más importante del régimen. Cuando en febrero de 1973 Velasco fue hospitalizado de emergencia y sometido a dos intervenciones quirúrgicas, siendo necesario amputársele la pierna derecha, todo hacía presagiar que estaba cercana su muerte y que su sucesor sería Mercado Jarrín. El 12 de marzo la Junta Revolucionaria expidió un comunicado por el cual las atribuciones del Presidente de la República (incluida la de recibir a los agentes diplomáticos) se confiaban al Presidente del Consejo de Ministros, es decir, a Mercado Jarrín. Pero este no aprovechó la oportunidad de hacerse del poder total. Dos días después, se expidió un decreto-ley por el cual aquellas atribuciones tendrían como plazo límite el 31 de marzo. Contra todo pronóstico, Velasco se recuperó y reasumió el poder, esta vez más omnímodo que nunca. Pero solo lo mantendría por dos años más.
En 1974 Mercado Jarrín pasó al retiro. De su época como ministro se recuerda también su relación con el entonces joven capitán del ejército Vladimiro Montesinos, quien oficiaba como su ayudante o asistente, el cual fue acusado de espiar y vender información a servicios de inteligencia extranjeros, pero en ese entonces (1973) fue perdonado por el mismo Mercado Jarrín, sin duda para evitar un escándalo mayúsculo que comprometiese el prestigio de quien era el ministro más importante del Velascato.
Tras su retiro, Mercado Jarrín se dedicó a dar charlas y conferencias sobre su especialidad, la geopolítica. Presidió el Instituto de Geopolítica y Estrategia.
Al morir, su cuerpo fue velado en el Cuartel General del Ejército en San Borja, posteriormente y por pedido de sus familiares fue cremado y las cenizas entregadas a ellos.

## Publicaciones
- El Perú y su política exterior (1971), compilación de los discursos pronunciados en su calidad de Ministro de RR.EE.
- La política exterior del gobierno revolucionario peruano (1971)
- Ensayos (1974)
- Seguridad, política, estrategia (1975)
- Política y estrategia en la Guerra de Chile (1979)
- El conflicto con Ecuador (1981)
- Un sistema de seguridad y defensa sudamericano (1989)
- Consecuencias y enseñanzas de la guerra del Golfo Pérsico (1991)
- Perú: perspectivas geopolíticas (1993)
- La geopolítica en el tercer milenio (1995)

Dirigió la Revista de Estudios Geopolíticos y  Estratégicos, publicación cuatrimestral durante los años 1979 y 1980.  También artículos suyos han aparecido en diversas revistas: Defensa y Desarrollo Nacional (1994); Socialismo y Participación (1995); Análisis Internacional (1996), entre otras.

## Condecoraciones y reconocimientos
- Orden El Sol del Perú en el grado de Gran Cruz (1968)
- Orden Militar de Ayacucho
- Palmas Magisteriales en el grado Amauta